# Cephalophis lukei
Cephalophis lukei är en akantusväxtart som beskrevs av Vollesen. Cephalophis lukei ingår i släktet Cephalophis och familjen akantusväxter. Inga underarter finns listade i Catalogue of Life.